# Tangerine Dream/Diskografie
Diese Diskografie ist eine Übersicht über die musikalischen Werke der deutschen Musikformation Tangerine Dream. Den Quellenangaben zufolge hat sie bisher mehr als 70 Millionen Tonträger verkauft. Ihre erfolgreichste Veröffentlichung ist das fünfte Studioalbum Phaedra mit über einer Million verkauften Einheiten.
Bei der Diskografie ist zu berücksichtigen, dass diese sich nur auf Tonträger beschränkt, die auch auf der offiziellen Band-Homepage aufgeführt werden. Neben den offiziellen beziehungsweise autorisierten Tonträgern, erschienen auch diverse Label-Veröffentlichungen oder regionalbezogene Veröffentlichungen zu Werbezwecken.

## Alben

### Studioalben
| Jahr | Titel Musiklabel                                                            | Höchstplatzierung, Gesamtwochen, AuszeichnungChartplatzierungen (Jahr, Titel, Musiklabel, Platzierungen, Wochen, Auszeichnungen, Anmerkungen) | Höchstplatzierung, Gesamtwochen, AuszeichnungChartplatzierungen (Jahr, Titel, Musiklabel, Platzierungen, Wochen, Auszeichnungen, Anmerkungen) | Höchstplatzierung, Gesamtwochen, AuszeichnungChartplatzierungen (Jahr, Titel, Musiklabel, Platzierungen, Wochen, Auszeichnungen, Anmerkungen) | Höchstplatzierung, Gesamtwochen, AuszeichnungChartplatzierungen (Jahr, Titel, Musiklabel, Platzierungen, Wochen, Auszeichnungen, Anmerkungen) | Höchstplatzierung, Gesamtwochen, AuszeichnungChartplatzierungen (Jahr, Titel, Musiklabel, Platzierungen, Wochen, Auszeichnungen, Anmerkungen) | Anmerkungen                                                  |
| Jahr | Titel Musiklabel                                                            | DE | AT | CH | UK | US | Anmerkungen                                                  |
| ---- | --------------------------------------------------------------------------- | --- | --- | --- | --- | --- | ------------------------------------------------------------ |
| 1970 | Electronic Meditation Ohr (MR)                                              | — | — | — | — | — | Erstveröffentlichung: 6. Juni 1970                           |
| 1971 | Alpha Centauri Ohr (MR)                                                     | — | — | — | — | — | Erstveröffentlichung: 16. März 1971                          |
| 1972 | Zeit Ohr (MR)                                                               | — | — | — | — | — | Erstveröffentlichung: 14. August 1972                        |
| 1973 | Atem Ohr (OMM)                                                              | — | — | — | — | — | Erstveröffentlichung: 19. März 1973                          |
| 1974 | Phaedra Virgin Records (EMI)                                                | DE96 a (1 Wo.)DE | — | — | UK15 Gold · (15 Wo.)UK | US196 (2 Wo.)US | Erstveröffentlichung: 20. Februar 1974 Verkäufe: + 1.000.000 |
| 1975 | Rubycon Virgin Records (EMI)                                                | — | — | — | UK10 Silber · (14 Wo.)UK | — | Erstveröffentlichung: 21. März 1975 Verkäufe: + 60.000       |
| 1976 | Stratosfear Virgin Records (EMI)                                            | — | — | — | UK39 Silber · (4 Wo.)UK | US158 (7 Wo.)US | Erstveröffentlichung: 7. Oktober 1976 Verkäufe: + 60.000     |
| 1978 | Cyclone Virgin Records (EMI)                                                | — | — | — | UK37 (4 Wo.)UK | — | Erstveröffentlichung: 27. März 1978                          |
| 1979 | Force Majeure Virgin Records (EMI)                                          | — | — | — | UK26 (7 Wo.)UK | — | Erstveröffentlichung: 24. Februar 1979                       |
| 1980 | Tangram Virgin Records (EMI)                                                | — | — | — | UK36 (5 Wo.)UK | — | Erstveröffentlichung: 19. Mai 1980                           |
| 1981 | Exit Virgin Records (EMI)                                                   | — | — | — | UK43 (5 Wo.)UK | US195 (2 Wo.)US | Erstveröffentlichung: 13. September 1981                     |
| 1982 | White Eagle Virgin Records (EMI)                                            | DE42 (7 Wo.)DE | — | — | UK57 (5 Wo.)UK | — | Erstveröffentlichung: 2. April 1982                          |
| 1983 | Hyperborea Virgin Records (EMI)                                             | DE64 (2 Wo.)DE | — | — | UK45 (2 Wo.)UK | — | Erstveröffentlichung: 30. August 1983                        |
| 1985 | Le Parc Jive Electro (ZLG)                                                  | — | — | — | — | — | Erstveröffentlichung: 14. Mai 1985                           |
| 1986 | Green Desert Jive Electro (ZLG)                                             | — | — | — | — | — | Erstveröffentlichung: 22. Januar 1986                        |
| 1986 | Underwater Sunlight Jive Electro (ZLG)                                      | — | — | — | UK97 (1 Wo.)UK | — | Erstveröffentlichung: 17. August 1986                        |
| 1988 | Optical Race RCA Records (BMG)                                              | — | — | — | — | — | Erstveröffentlichung: August 1988                            |
| 1989 | Lily on the Beach RCA Records (BMG)                                         | — | — | — | — | — | Erstveröffentlichung: Oktober 1989                           |
| 1990 | Melrose Ariola (BMG)                                                        | — | — | — | — | — | Erstveröffentlichung: Oktober 1990                           |
| 1992 | Rockoon Virgin Records (EMI)                                                | — | — | — | — | — | Erstveröffentlichung: Februar 1992                           |
| 1994 | Turn of the Tides Columbia Records (Sony)                                   | — | — | — | — | — | Erstveröffentlichung: 24. Januar 1994                        |
| 1995 | Tyranny of Beauty Virgin Records (EMI)                                      | — | — | — | — | — | Erstveröffentlichung: 6. März 1995                           |
| 1996 | Goblin’s Club Sequel Records (Castle)                                       | — | — | — | — | — | Erstveröffentlichung: September 1996                         |
| 1997 | Ambient Monkeys Techno Drome (TDI)                                          | — | — | — | — | — | Erstveröffentlichung: November 1997                          |
| 1998 | Quinoa Techno Drome (TDI)                                                   | — | — | — | — | — | Erstveröffentlichung: 1998                                   |
| 1999 | Mars Polaris Techno Drome (TDI)                                             | — | — | — | — | — | Erstveröffentlichung: 14. Juni 1999                          |
| 2000 | Antique Dreams Techno Drome (TDI)                                           | — | — | — | — | — | Erstveröffentlichung: 30. Juni 2000                          |
| 2000 | The Seven Letters from Tibet Techno Drome (TDI)                             | — | — | — | — | — | Erstveröffentlichung: 4. September 2000                      |
| 2002 | Inferno Techno Drome (TDI)                                                  | — | — | — | — | — | Erstveröffentlichung: 2. September 2002                      |
| 2004 | Purgatorio Techno Drome (TDI)                                               | — | — | — | — | — | Erstveröffentlichung: 3. Mai 2004                            |
| 2005 | Kyoto Techno Drome (TDI)                                                    | — | — | — | — | — | Erstveröffentlichung: Mai 2005                               |
| 2005 | Jeanne D’Arc Techno Drome (TDI)                                             | — | — | — | — | — | Erstveröffentlichung: 2. Dezember 2005                       |
| 2006 | Blue Dawn Eastgate Music (EMM)                                              | — | — | — | — | — | Erstveröffentlichung: Mai 2006                               |
| 2006 | Paradiso Eastgate Music (EMM)                                               | — | — | — | — | — | Erstveröffentlichung: September 2006                         |
| 2007 | Springtime in Nagasaki (The Five Atomic Seasons Pt. 1) Eastgate Music (EMM) | — | — | — | — | — | Erstveröffentlichung: 23. März 2007                          |
| 2007 | Summer in Nagasaki (The Five Atomic Seasons Pt. 2) Eastgate Music (EMM)     | — | — | — | — | — | Erstveröffentlichung: 2. Juli 2007                           |
| 2007 | Tangines Scales Eastgate Music (EMM)                                        | — | — | — | — | — | Erstveröffentlichung: 8. Oktober 2007                        |
| 2008 | Views from a Red Train Eastgate Music (EMM)                                 | — | — | — | — | — | Erstveröffentlichung: 27. April 2008                         |
| 2008 | Autumn in Hiroshima (The Five Atomic Seasons Pt. 3) Eastgate Music (EMM)    | — | — | — | — | — | Erstveröffentlichung: 6. Oktober 2008                        |
| 2009 | Flame Eastgate Music (EMM)                                                  | — | — | — | — | — | Erstveröffentlichung: 17. März 2009                          |
| 2009 | Chandra - The Phantom Ferry (Part I) Eastgate Music (EMM)                   | — | — | — | — | — | Erstveröffentlichung: 23. Juni 2009                          |
| 2009 | Winter in Hiroshima (The Five Atomic Seasons Pt. 4) Eastgate Music (EMM)    | — | — | — | — | — | Erstveröffentlichung: 28. August 2009                        |
| 2010 | The Endless Season (The Five Atomic Seasons Pt. 5) Eastgate Music (EMM)     | — | — | — | — | — | Erstveröffentlichung: 10. Dezember 2010                      |
| 2010 | Under Cover – Chapter One Eastgate Music (EMM)                              | — | — | — | — | — | Erstveröffentlichung: 10. Dezember 2010                      |
| 2011 | The Island of the Fay Eastgate Music (EMM)                                  | — | — | — | — | — | Erstveröffentlichung: 20. März 2011                          |
| 2011 | The Angel of the West Window Eastgate Music (EMM)                           | — | — | — | — | — | Erstveröffentlichung: Mai 2011                               |
| 2011 | Finnegans Wake Eastgate Music (EMM)                                         | — | — | — | — | — | Erstveröffentlichung: 6. Dezember 2011                       |
| 2012 | Machu Picchu Eastgate Music (EMM)                                           | — | — | — | — | — | Erstveröffentlichung: 20. März 2012                          |
| 2013 | Cruise to Destiny Eastgate Music (EMM)                                      | — | — | — | — | — | Erstveröffentlichung: 7. Mai 2013                            |
| 2013 | Franz Kafka – The Castle Eastgate Music (EMM)                               | — | — | — | — | — | Erstveröffentlichung: 17. Dezember 2013                      |
| 2014 | Chandra the Phantom Ferry (Part II) Eastgate Music (EMM)                    | — | — | — | — | — | Erstveröffentlichung: 8. April 2014                          |
| 2014 | Mala Kunia Eastgate Music (EMM)                                             | — | — | — | — | — | Erstveröffentlichung: 17. November 2014                      |
| 2015 | Quantum Key Eastgate Music (EMM)                                            | — | — | — | — | — | Erstveröffentlichung: 20. November 2015                      |
| 2016 | Particles Eastgate Music (EMM)                                              | — | — | — | — | — | Erstveröffentlichung: 15. Dezember 2016                      |
| 2017 | Quantum Gate Kscope (Snapper)                                               | — | — | — | — | — | Erstveröffentlichung: 29. September 2017                     |
| 2020 | Recurring Dreams Eastgate Music (EMA)                                       | — | — | — | — | — | Erstveröffentlichung: 31. Januar 2020                        |
| 2022 | Raum Kscope (Snapper)                                                       | DE39 (1 Wo.)DE | — | — | — | — | Erstveröffentlichung: 25. Februar 2022                       |

grau schraffiert: keine Chartdaten aus diesem Jahr verfügbar

### Livealben
| Jahr | Titel Musiklabel                                                           | Höchstplatzierung, Gesamtwochen, AuszeichnungChartplatzierungen (Jahr, Titel, Musiklabel, Platzierungen, Wochen, Auszeichnungen, Anmerkungen) | Höchstplatzierung, Gesamtwochen, AuszeichnungChartplatzierungen (Jahr, Titel, Musiklabel, Platzierungen, Wochen, Auszeichnungen, Anmerkungen) | Höchstplatzierung, Gesamtwochen, AuszeichnungChartplatzierungen (Jahr, Titel, Musiklabel, Platzierungen, Wochen, Auszeichnungen, Anmerkungen) | Höchstplatzierung, Gesamtwochen, AuszeichnungChartplatzierungen (Jahr, Titel, Musiklabel, Platzierungen, Wochen, Auszeichnungen, Anmerkungen) | Höchstplatzierung, Gesamtwochen, AuszeichnungChartplatzierungen (Jahr, Titel, Musiklabel, Platzierungen, Wochen, Auszeichnungen, Anmerkungen) | Anmerkungen                                            |
| Jahr | Titel Musiklabel                                                           | DE | AT | CH | UK | US | Anmerkungen                                            |
| ---- | -------------------------------------------------------------------------- | --- | --- | --- | --- | --- | ------------------------------------------------------ |
| 1975 | Ricochet Virgin Records (EMI)                                              | — | — | — | UK40 Silber · (4 Wo.)UK | — | Erstveröffentlichung: Dezember 1975 Verkäufe: + 60.000 |
| 1977 | Encore Virgin Records (EMI)                                                | — | — | — | UK55 (1 Wo.)UK | US178 (2 Wo.)US | Erstveröffentlichung: Oktober 1977                     |
| 1981 | Pergamon – Live at the Palast der Republik Amiga (Amiga)                   | — | — | — | — | — | Erstveröffentlichung: 1981                             |
| 1982 | Logos Virgin Records (EMI)                                                 | — | — | — | — | — | Erstveröffentlichung: Dezember 1982                    |
| 1984 | Poland – The Warsaw Concert Jive Electro (ZLG)                             | — | — | — | UK90 (1 Wo.)UK | — | Erstveröffentlichung: 17. November 1984                |
| 1988 | Livemiles Jive Electro (ZLG)                                               | — | — | — | — | — | Erstveröffentlichung: April 1988                       |
| 1993 | 220 Volt Miramar Records (MR)                                              | — | — | — | — | — | Erstveröffentlichung: 4. Juni 1993                     |
| 1997 | Tournado – Live in Europe Techno Drome (TDI)                               | — | — | — | — | — | Erstveröffentlichung: September 1997                   |
| 1999 | Valentine Wheels Techno Drome (TDI)                                        | — | — | — | — | — | Erstveröffentlichung: März 1999                        |
| 2000 | Soundmill Navigator Techno Drome (TDI)                                     | — | — | — | — | — | Erstveröffentlichung: April 2000                       |
| 2003 | Rockface (Vault 1) Techno Drome (TDI)                                      | — | — | — | — | — | Erstveröffentlichung: Dezember 2003                    |
| 2004 | East (Vault 2) Techno Drome (TDI)                                          | — | — | — | — | — | Erstveröffentlichung: Mai 2004                         |
| 2004 | Arizona ’92 (Vault 3) Techno Drome (TDI)                                   | — | — | — | — | — | Erstveröffentlichung: August 2004                      |
| 2005 | Cleveland 1986 (Vault 4) Selbstverlag                                      | — | — | — | — | — | Erstveröffentlichung: 10. Mai 2005                     |
| 2005 | Brighton 1986 (Vault 4) Selbstverlag                                       | — | — | — | — | — | Erstveröffentlichung: 10. Mai 2005                     |
| 2005 | Rocking Mars (Vault 5) Techno Drome (TDI)                                  | — | — | — | — | — | Erstveröffentlichung: 18. November 2005                |
| 2007 | Madcap’s Flaming Duty Rough Trade Records (RTD)                            | — | — | — | — | — | Erstveröffentlichung: 13. April 2007                   |
| 2009 | Live at Dussmann Berlin Eastgate Music (EMM)                               | — | — | — | — | — | Erstveröffentlichung: 27. Juli 2009                    |
| 2009 | The Epsilon Journey Eastgate Music (EMM)                                   | — | — | — | — | — | Erstveröffentlichung: 7. Dezember 2009                 |
| 2010 | Izu – Live in Japan Eastgate Music (EMM)                                   | — | — | — | — | — | Erstveröffentlichung: 10. März 2010                    |
| 2011 | Knights of Asheville Eastgate Music (EMM)                                  | — | — | — | — | — | Erstveröffentlichung: 6. Dezember 2011                 |
| 2013 | Starmus – Sonic Universe. Tangerine Dream & Brian May Eastgate Music (EMM) | — | — | — | — | — | Erstveröffentlichung: 7. Mai 2013 mit Brian May        |
| 2016 | Live at the Philharmony Szczecin – Poland Eastgate Music (EMM)             | — | — | — | — | — | Erstveröffentlichung: 2. September 2016                |
| 2017 | The Sessions Selbstverlag                                                  | — | — | — | — | — | Erstveröffentlichung: 29. September 2017               |
| 2018 | The Sessions II Selbstverlag                                               | — | — | — | — | — | Erstveröffentlichung: 12. Februar 2018                 |
| 2018 | The Sessions III Eastgate Music (EMA)                                      | — | — | — | — | — | Erstveröffentlichung: 20. August 2018                  |
| 2019 | The Sessions IV Selbstverlag                                               | — | — | — | — | — | Erstveröffentlichung: 25. Januar 2019                  |
| 2019 | Live at Augusta Raurica Eastgate Music (EMA)                               | — | — | — | — | — | Erstveröffentlichung: 22. März 2019                    |
| 2019 | The Sessions V Selbstverlag                                                | — | — | — | — | — | Erstveröffentlichung: 28. Oktober 2019                 |
| 2020 | The Sessions VI Selbstverlag                                               | — | — | — | — | — | Erstveröffentlichung: 7. Oktober 2020                  |
| 2021 | The Sessions VII Selbstverlag                                              | — | — | — | — | — | Erstveröffentlichung: 20. August 2021                  |
| 2025 | From Virgin to Quantum Years – Coventry Cathedral 22 Selbstverlag          | DE94 (1 Wo.)DE | — | — | — | — | Erstveröffentlichung: 27. Juni 2025                    |

grau schraffiert: keine Chartdaten aus diesem Jahr verfügbar

### Kompilationen
| Jahr | Titel Musiklabel                                                  | Anmerkungen                              |
| ---- | ----------------------------------------------------------------- | ---------------------------------------- |
| 1985 | Dream Sequence Virgin Records (EMI)                               | Erstveröffentlichung: November 1985      |
| 1998 | Atlantic Bridges Techno Drome (TDI)                               | Erstveröffentlichung: Juni 1998          |
| 1998 | Atlantic Walls Techno Drome (TDI)                                 | Erstveröffentlichung: Juni 1998          |
| 1998 | Hollywood Years I Techno Drome (TDI)                              | Erstveröffentlichung: Juni 1998          |
| 1998 | Hollywood Years II Techno Drome (TDI)                             | Erstveröffentlichung: Juni 1998          |
| 1999 | Mars Mission Counter Techno Drome (TDI)                           | Erstveröffentlichung: Juni 1999          |
| 1999 | Dream Encores Techno Drome (TDI)                                  | Erstveröffentlichung: 8. Juni 1999       |
| 2000 | Tang-go: The Best of Tangerine Dream 1990–2000 Techno Drome (TDI) | Erstveröffentlichung: April 2000         |
| 2006 | Tangerine Dream plays Tangerine Dream Eastgate Music (EMM)        | Erstveröffentlichung: Dezember 2006      |
| 2007 | Canyon Cazuma Eastgate Music (EMM)                                | Erstveröffentlichung: Januar 2007        |
| 2007 | Cyberjam Collection Eastgate Music (EMM)                          | Erstveröffentlichung: Januar 2007        |
| 2007 | The Dante Song Collection Eastgate Music (EMM)                    | Erstveröffentlichung: Januar 2007        |
| 2007 | Ocean Waves Collection Eastgate Music (EMM)                       | Erstveröffentlichung: Januar 2007        |
| 2007 | Silver Siren Collection Eastgate Music (EMM)                      | Erstveröffentlichung: Januar 2007        |
| 2007 | The Soft Dream Decade Eastgate Music (EMM)                        | Erstveröffentlichung: Januar 2007        |
| 2007 | Starbound Collection Eastgate Music (EMM)                         | Erstveröffentlichung: Januar 2007        |
| 2007 | Antique Dream Land Eastgate Music (EMM)                           | Erstveröffentlichung: 3. August 2007     |
| 2007 | Booster Eastgate Music (EMM)                                      | Erstveröffentlichung: Dezember 2007      |
| 2008 | The Anthology Decades Eastgate Music (EMM)                        | Erstveröffentlichung: 1. April 2008      |
| 2009 | Booster II Eastgate Music (EMM)                                   | Erstveröffentlichung: 5. Januar 2009     |
| 2009 | The Independent Years Eastgate Music (EMM)                        | Erstveröffentlichung: März 2009          |
| 2009 | Music for Sports – Power and Motion Documents Records (MEG)       | Erstveröffentlichung: September 2009     |
| 2009 | Music for Sports – Cool Races Documents Records (MEG)             | Erstveröffentlichung: September 2009     |
| 2009 | Booster III Eastgate Music (EMM)                                  | Erstveröffentlichung: 7. Dezember 2009   |
| 2010 | The Dante Arias Collection Eastgate Music (EMM)                   | Erstveröffentlichung: 29. Januar 2010    |
| 2010 | Hollywood Lightning Eastgate Music (EMM)                          | Erstveröffentlichung: 29. Januar 2010    |
| 2011 | Booster IV Eastgate Music (EMM)                                   | Erstveröffentlichung: 20. März 2011      |
| 2012 | Booster V Eastgate Music (EMM)                                    | Erstveröffentlichung: 20. März 2012      |
| 2013 | One Night in Africa Eastgate Music (EMM)                          | Erstveröffentlichung: 22. Oktober 2013   |
| 2013 | Lost in Strings – Vol. I Eastgate Music (EMM)                     | Erstveröffentlichung: 23. September 2013 |
| 2013 | Booster VI Eastgate Music (EMM)                                   | Erstveröffentlichung: 17. Dezember 2013  |
| 2015 | Booster VII Eastgate Music (EMM)                                  | Erstveröffentlichung: 31. Januar 2015    |
| 2015 | Out of This World Eastgate Music (EMM)                            | Erstveröffentlichung: 15. Juli 2015      |

### Remixalben
| Jahr | Titel Musiklabel                   | Anmerkungen                            |
| ---- | ---------------------------------- | -------------------------------------- |
| 1995 | Dream Mixes Virgin Records (EMI)   | Erstveröffentlichung: 9. Oktober 1995  |
| 1997 | Dream Mixes II Techno Drome (TDI)  | Erstveröffentlichung: November 1997    |
| 1999 | Sohoman Techno Drome (TDI)         | Erstveröffentlichung: April 1999       |
| 2001 | Dream Mixes III Techno Drome (TDI) | Erstveröffentlichung: 14. März 2001    |
| 2003 | Dream Mixes IV Techno Drome (TDI)  | Erstveröffentlichung: November 2003    |
| 2010 | Dream Mixes V Eastgate Music (EMM) | Erstveröffentlichung: 11. Februar 2010 |

### EPs
| Jahr | Titel Musiklabel                                         | Höchstplatzierung, Gesamtwochen, AuszeichnungChartplatzierungen (Jahr, Titel, Musiklabel, Platzierungen, Wochen, Auszeichnungen, Anmerkungen) | Höchstplatzierung, Gesamtwochen, AuszeichnungChartplatzierungen (Jahr, Titel, Musiklabel, Platzierungen, Wochen, Auszeichnungen, Anmerkungen) | Höchstplatzierung, Gesamtwochen, AuszeichnungChartplatzierungen (Jahr, Titel, Musiklabel, Platzierungen, Wochen, Auszeichnungen, Anmerkungen) | Höchstplatzierung, Gesamtwochen, AuszeichnungChartplatzierungen (Jahr, Titel, Musiklabel, Platzierungen, Wochen, Auszeichnungen, Anmerkungen) | Höchstplatzierung, Gesamtwochen, AuszeichnungChartplatzierungen (Jahr, Titel, Musiklabel, Platzierungen, Wochen, Auszeichnungen, Anmerkungen) | Anmerkungen                                                     |
| Jahr | Titel Musiklabel                                         | DE | AT | CH | UK | US | Anmerkungen                                                     |
| ---- | -------------------------------------------------------- | --- | --- | --- | --- | --- | --------------------------------------------------------------- |
| 1987 | Tyger Jive Electro (ZLG)                                 | — | — | — | UK88 (1 Wo.)UK | — | Erstveröffentlichung: 17. Juni 1987                             |
| 2006 | 40 Years Roadmap to Music Eastgate Music (EMM)           | — | — | — | — | — | Erstveröffentlichung: 21. September 2006                        |
| 2006 | Metaphor Eastgate Music (EMM)                            | — | — | — | — | — | Erstveröffentlichung: Dezember 2006                             |
| 2007 | Sleeping Watches Snoring in Silence Eastgate Music (EMM) | — | — | — | — | — | Erstveröffentlichung: 20. April 2007                            |
| 2007 | One Times One Eastgate Music (EMM)                       | — | — | — | — | — | Erstveröffentlichung: 26. November 2007                         |
| 2008 | Purple Diluvial Eastgate Music (EMM)                     | — | — | — | — | — | Erstveröffentlichung: 13. April 2008                            |
| 2008 | Fallen Angels Eastgate Music (EMM)                       | — | — | — | — | — | Erstveröffentlichung: 6. Oktober 2008                           |
| 2008 | Choice Eastgate Music (EMM)                              | — | — | — | — | — | Erstveröffentlichung: 1. November 2008                          |
| 2009 | A Cage in Search of a Bird Eastgate Music (EMM)          | — | — | — | — | — | Erstveröffentlichung: 28. August 2009                           |
| 2010 | Zeitgeist – European Tour 2010 Eastgate Music (EMM)      | — | — | — | — | — | Erstveröffentlichung: 25. März 2010                             |
| 2011 | Mona da Vinci Eastgate Music (EMM)                       | — | — | — | — | — | Erstveröffentlichung: 25. August 2011                           |
| 2011 | The Gate of Saturn Eastgate Music (EMM)                  | — | — | — | — | — | Erstveröffentlichung: 18. Juli 2011 Verkäufe: 1.500 (limitiert) |
| 2020 | The Sessions IV – Bonus Track Eastgate Music (EMM)       | — | — | — | — | — | Erstveröffentlichung: 2. Oktober 2020                           |
| 2020 | 8.17pm Session – Triangle Selbstverlag                   | — | — | — | — | — | Erstveröffentlichung: 6. November 2020                          |
| 2021 | Probe 6–8 Kscope (Snapper)                               | — | — | — | — | — | Erstveröffentlichung: 26. November 2021                         |

### Soundtracks
| Jahr | Titel Musiklabel                                | Höchstplatzierung, Gesamtwochen, AuszeichnungChartplatzierungen (Jahr, Titel, Musiklabel, Platzierungen, Wochen, Auszeichnungen, Anmerkungen) | Höchstplatzierung, Gesamtwochen, AuszeichnungChartplatzierungen (Jahr, Titel, Musiklabel, Platzierungen, Wochen, Auszeichnungen, Anmerkungen) | Höchstplatzierung, Gesamtwochen, AuszeichnungChartplatzierungen (Jahr, Titel, Musiklabel, Platzierungen, Wochen, Auszeichnungen, Anmerkungen) | Höchstplatzierung, Gesamtwochen, AuszeichnungChartplatzierungen (Jahr, Titel, Musiklabel, Platzierungen, Wochen, Auszeichnungen, Anmerkungen) | Höchstplatzierung, Gesamtwochen, AuszeichnungChartplatzierungen (Jahr, Titel, Musiklabel, Platzierungen, Wochen, Auszeichnungen, Anmerkungen) | Anmerkungen                                                     |
| Jahr | Titel Musiklabel                                | DE | AT | CH | UK | US | Anmerkungen                                                     |
| ---- | ----------------------------------------------- | --- | --- | --- | --- | --- | --------------------------------------------------------------- |
| 1977 | Sorcerer MCA Records (MCA)                      | — | — | — | UK25 (7 Wo.)UK | US153 (6 Wo.)US | Erstveröffentlichung: Juli 1977                                 |
| 1981 | Thief Virgin Records (EMI)                      | — | — | — | UK43 (3 Wo.)UK | US115 (10 Wo.)US | Erstveröffentlichung: März 1981                                 |
| 1982 | Das Mädchen auf der Treppe Virgin Records (EMI) | — | — | — | — | — | Erstveröffentlichung: 1982                                      |
| 1983 | Wavelength Varèse Sarabande (CMG)               | — | — | — | — | — | Erstveröffentlichung: 1983                                      |
| 1983 | Hyperborea Virgin Records (EMI)                 | — | — | — | — | — | Erstveröffentlichung: September 1983                            |
| 1984 | Flashpoint EMI America (EMI)                    | — | — | — | — | — | Erstveröffentlichung: 1984                                      |
| 1984 | Risky Business Virgin Records (EMI)             | — | — | — | — | — | Erstveröffentlichung: Februar 1984                              |
| 1984 | Firestarter MCA Records (MCA)                   | — | — | — | — | — | Erstveröffentlichung: Juli 1984                                 |
| 1985 | Heartbreakers Virgin Records (EMI)              | — | — | — | — | — | Erstveröffentlichung: 1985                                      |
| 1985 | Street Hawk Jive Electro (ZLG)                  | — | — | — | — | — | Erstveröffentlichung: 1985                                      |
| 1985 | Legend MCA Records (MCA)                        | — | — | — | — | US96 (7 Wo.)US | Erstveröffentlichung: 1985                                      |
| 1987 | Three O’Clock High Varèse Sarabande (CMG)       | — | — | — | — | — | Erstveröffentlichung: Oktober 1987                              |
| 1988 | Near Dark Varèse Sarabande (CMG)                | — | — | — | — | — | Erstveröffentlichung: Februar 1988                              |
| 1988 | Shy People Varèse Sarabande (CMG)               | — | — | — | — | — | Erstveröffentlichung: Juli 1988                                 |
| 1989 | Miracle Mile Private Music (BMG)                | — | — | — | — | — | Erstveröffentlichung: Mai 1989                                  |
| 1989 | Destination Berlin Hansa Records (BMG)          | — | — | — | — | — | Erstveröffentlichung: Dezember 1989                             |
| 1991 | Dead Solid Perfect Silva Screen Records (SSR)   | — | — | — | — | — | Erstveröffentlichung: 1991                                      |
| 1991 | L’Affaire Wallraff P.E.M. Records (EMI)         | — | — | — | — | — | Erstveröffentlichung: 1991                                      |
| 1991 | The Park Is Mine Silva Screen Records (SSR)     | — | — | — | — | — | Erstveröffentlichung: Oktober 1991                              |
| 1991 | Canyon Dreams Miramar Records (MR)              | — | — | — | — | — | Erstveröffentlichung: 16. Oktober 1991                          |
| 1992 | Deadly Care Silva Screen Records (SSR)          | — | — | — | — | — | Erstveröffentlichung: Dezember 1992                             |
| 1994 | Catch Me If You Can Edel Music (Edel)           | — | — | — | — | — | Erstveröffentlichung: Mai 1994                                  |
| 1996 | Zoning Repertoire Records (Ixthuluh)            | — | — | — | — | — | Erstveröffentlichung: 25. Januar 1996                           |
| 1997 | Oasis Techno Drome (TDI)                        | — | — | — | — | — | Erstveröffentlichung: April 1997                                |
| 1997 | The Keep Techno Drome (TDI)                     | — | — | — | — | — | Erstveröffentlichung: November 1997                             |
| 1998 | Transsiberia Techno Drome (TDI)                 | — | — | — | — | — | Erstveröffentlichung: Juni 1998                                 |
| 1999 | What a Blast Techno Drome (TDI)                 | — | — | — | — | — | Erstveröffentlichung: Mai 1999                                  |
| 2000 | Great Wall of China Techno Drome (TDI)          | — | — | — | — | — | Erstveröffentlichung: 20. März 2000                             |
| 2003 | Mota Atma Techno Drome (TDI)                    | — | — | — | — | — | Erstveröffentlichung: 29. April 2003                            |
| 2014 | Grand Theft Auto V Eastgate Music (EMM)         | — | — | — | — | — | Erstveröffentlichung: 24. März 2014 Verkäufe: 2.000 (limitiert) |
| 2020 | The Soldier Virgin Records (UMG)                | — | — | — | — | — | Erstveröffentlichung: 30. Oktober 2020                          |
| 2022 | Strange Behavior BSX Records (BSX)              | — | — | — | — | — | Erstveröffentlichung: 1. April 2022                             |

grau schraffiert: keine Chartdaten aus diesem Jahr verfügbar

## Singles

### Als Leadmusiker
| Jahr | Titel Album | Höchstplatzierung, Gesamtwochen, AuszeichnungChartplatzierungen (Jahr, Titel, Album, Platzierungen, Wochen, Auszeichnungen, Anmerkungen) | Höchstplatzierung, Gesamtwochen, AuszeichnungChartplatzierungen (Jahr, Titel, Album, Platzierungen, Wochen, Auszeichnungen, Anmerkungen) | Höchstplatzierung, Gesamtwochen, AuszeichnungChartplatzierungen (Jahr, Titel, Album, Platzierungen, Wochen, Auszeichnungen, Anmerkungen) | Höchstplatzierung, Gesamtwochen, AuszeichnungChartplatzierungen (Jahr, Titel, Album, Platzierungen, Wochen, Auszeichnungen, Anmerkungen) | Höchstplatzierung, Gesamtwochen, AuszeichnungChartplatzierungen (Jahr, Titel, Album, Platzierungen, Wochen, Auszeichnungen, Anmerkungen) | Anmerkungen                              |
| Jahr | Titel Album | DE | AT | CH | UK | US | Anmerkungen                              |
| ---- | --- | --- | --- | --- | --- | --- | ---------------------------------------- |
| 1971 | Ultima Thule Alpha Centauri                                                                                     | — | — | — | — | — | Erstveröffentlichung: 3. Februar 1971    |
| 1974 | Phaedra | — | — | — | — | — | Erstveröffentlichung: 1974               |
| 1975 | Ricochet | — | — | — | — | — | Erstveröffentlichung: 1975               |
| 1975 | Rubycon | — | — | — | — | — | Erstveröffentlichung: März 1975          |
| 1976 | Stratosfear | — | — | — | — | — | Erstveröffentlichung: 1976               |
| 1977 | Grind Sorcerer                                                                                                  | — | — | — | — | — | Erstveröffentlichung: 1977               |
| 1977 | Impressions of Sorcerer Sorcerer                                                                                | — | — | — | — | — | Erstveröffentlichung: 1977               |
| 1977 | Betrayal Sorcerer                                                                                               | — | — | — | — | — | Erstveröffentlichung: 6. Mai 1977        |
| 1977 | Hobo March Encore                                                                                               | — | — | — | — | — | Erstveröffentlichung: 5. Dezember 1977   |
| 1977 | Monolight Encore                                                                                                | — | — | — | — | — | Erstveröffentlichung: 5. Dezember 1977   |
| 1977 | Encore Encore (Remastered 2019)                                                                                 | — | — | — | — | — | Erstveröffentlichung: 30. Dezember 1977  |
| 1978 | Bent Cold Sidewalk Cyclone                                                                                      | — | — | — | — | — | Erstveröffentlichung: Februar 1978       |
| 1978 | Rising Runner Missed by Endless Sender Cyclone                                                                  | — | — | — | — | — | Erstveröffentlichung: Februar 1978       |
| 1980 | Tangram | — | — | — | — | — | Erstveröffentlichung: 1980               |
| 1981 | Choronzon Exit                                                                                                  | — | — | — | — | — | Erstveröffentlichung: September 1981     |
| 1982 | Das Mädchen auf der Treppe auch bekannt als: White Eagle oder Maedchen on the Stairs Das Mädchen auf der Treppe | DE13 (15 Wo.)DE | — | — | — | — | Erstveröffentlichung: Mai 1982           |
| 1983 | Daydream – | — | — | — | — | — | Erstveröffentlichung: Mai 1983           |
| 1983 | Cinnamon Road Hyperborea                                                                                        | — | — | — | — | — | Erstveröffentlichung: August 1983        |
| 1984 | Love on a Real Train Dream Sequence                                                                             | — | — | — | — | — | Erstveröffentlichung: 1984               |
| 1984 | Warsaw in the Sun –                                                                                             | — | — | — | UK96 (1 Wo.)UK | — | Erstveröffentlichung: Oktober 1984       |
| 1985 | Streethawk Le Parc                                                                                              | — | — | — | — | — | Erstveröffentlichung: August 1985        |
| 1986 | Dolphin Dance Underwater Sunlight                                                                               | — | — | — | — | — | Erstveröffentlichung: August 1986        |
| 1987 | Tyger | — | — | — | — | — | Erstveröffentlichung: 15. Juni 1987      |
| 1988 | Dancing on a White Moon –                                                                                       | — | — | — | — | — | Erstveröffentlichung: 1988               |
| 1989 | Alexander Square Destination Berlin                                                                             | — | — | — | — | — | Erstveröffentlichung: Dezember 1989      |
| 1996 | Towards the Evening Star Goblin’s Club                                                                          | — | — | — | UK95 (1 Wo.)UK | — | Erstveröffentlichung: September 1996     |
| 2000 | Astrophobia Mars Polaris                                                                                        | — | — | — | — | — | Erstveröffentlichung: November 2000      |
| 2000 | Stereolight –                                                                                                   | — | — | — | — | — | Erstveröffentlichung: November 2000      |
| 2007 | Bells of Accra One Night in Space                                                                               | — | — | — | — | — | Erstveröffentlichung: 1. Juli 2007       |
| 2007 | One Night in Space                                                                                              | — | — | — | — | — | Erstveröffentlichung: 8. Oktober 2007    |
| 2008 | Das romantische Opfer Loreley                                                                                   | — | — | — | — | — | Erstveröffentlichung: 18. Juli 2008      |
| 2008 | Armageddon in the Rose Garden Loreley                                                                           | — | — | — | — | — | Erstveröffentlichung: 17. September 2008 |
| 2017 | Tear Down the Grey Skies –                                                                                      | — | — | — | — | — | Erstveröffentlichung: 31. August 2017    |
| 2021 | Raum | — | — | — | — | — | Erstveröffentlichung: 12. November 2021  |
| 2022 | You’re Always on Time Raum                                                                                      | — | — | — | — | — | Erstveröffentlichung: 13. Januar 2022    |
| 2022 | Portico Raum | — | — | — | — | — | Erstveröffentlichung: 18. Februar 2022   |

### Als Gastmusiker
| Jahr | Titel Album                                   | Anmerkungen                                                                   |
| ---- | --------------------------------------------- | ----------------------------------------------------------------------------- |
| 2021 | Zero Gravity (Live) Welcome to the Other Side | Erstveröffentlichung: 27. August 2021 Jean-Michel Jarre feat. Tangerine Dream |

## Videoalben
| Jahr | Titel Musiklabel                                                           | Anmerkungen                                                          |
| ---- | -------------------------------------------------------------------------- | -------------------------------------------------------------------- |
| 1987 | Canyon Dreams Miramar Records (MR)                                         | Erstveröffentlichung: 1. Juli 1987 · Verkäufe: + 100.000; US: Platin |
| 1993 | Three Phase Miramar Records (MR)                                           | Erstveröffentlichung: 1993                                           |
| 1997 | The Video Dream Mixes Castle Music (CML)                                   | Erstveröffentlichung: April 1997                                     |
| 2003 | Live in America Eagle Rock Entertainment (ERE)                             | Erstveröffentlichung: November 2003                                  |
| 2004 | L’Inferno Snapper Music (Snapper)                                          | Erstveröffentlichung: 2004                                           |
| 2006 | Dante’s Inferno Eastgate Music (EMM)                                       | Erstveröffentlichung: Dezember 2006                                  |
| 2006 | Tempodrome Eastgate Music (EMM)                                            | Erstveröffentlichung: Dezember 2006                                  |
| 2007 | Madcap’s Flaming Duty Eastgate Music (EMM)                                 | Erstveröffentlichung: 2. April 2007                                  |
| 2007 | 35th Phaedra Anniversary Concert Voiceprint Records (FWR)                  | Erstveröffentlichung: Juni 2007                                      |
| 2007 | Live at the London Astoria Eastgate Music (EMM)                            | Erstveröffentlichung: Juni 2007                                      |
| 2007 | Orange Odyssey – The Eberswalde Concert Eastgate Music (EMM)               | Erstveröffentlichung: 8. Oktober 2007                                |
| 2007 | One Night in Space Eastgate Music (EMM)                                    | Erstveröffentlichung: 12. Dezember 2007                              |
| 2008 | The Epsilon Journey Eastgate Music (EMM)                                   | Erstveröffentlichung: 6. Oktober 2008                                |
| 2009 | Loreley Eastgate Music (EMM)                                               | Erstveröffentlichung: 5. Januar 2009                                 |
| 2009 | The London Eye & The Los Angeles Concert Eastgate Music (EMM)              | Erstveröffentlichung: 16. Juni 2009                                  |
| 2009 | Rocking out the Bats Eastgate Music (EMM)                                  | Erstveröffentlichung: Oktober 2009                                   |
| 2010 | Zeitgeist – Live in Lisbon Eastgate Music (EMM)                            | Erstveröffentlichung: März 2010                                      |
| 2010 | Izu – Live in Japan Eastgate Music (EMM)                                   | Erstveröffentlichung: 10. März 2010                                  |
| 2012 | Live at Béla Bartók National Concert Hall Budapest Eastgate Music (EMM)    | Erstveröffentlichung: 10. November 2012                              |
| 2013 | Live at Admiralspalast Eastgate Music (EMM)                                | Erstveröffentlichung: 25. April 2013                                 |
| 2014 | Phaedra Farewell Tour 2014 – Live in London Eastgate Music (EMM)           | Erstveröffentlichung: 15. Juli 2014                                  |
| 2016 | Starmus – Sonic Universe. Tangerine Dream & Brian May Eastgate Music (EMM) | Erstveröffentlichung: 2. September 2016 mit Brian May                |
| 2018 | Revolution of Sound Eastgate Music (EMM)                                   | Erstveröffentlichung: 2. März 2018                                   |
| 2019 | Live at Augusta Raurica – Switzerland 2016 Eastgate Music (EMM)            | Erstveröffentlichung: 22. März 2019                                  |

## Boxsets
| Jahr | Titel Musiklabel                                                                 | Höchstplatzierung, Gesamtwochen, AuszeichnungChartplatzierungen (Jahr, Titel, Musiklabel, Platzierungen, Wochen, Auszeichnungen, Anmerkungen) | Höchstplatzierung, Gesamtwochen, AuszeichnungChartplatzierungen (Jahr, Titel, Musiklabel, Platzierungen, Wochen, Auszeichnungen, Anmerkungen) | Höchstplatzierung, Gesamtwochen, AuszeichnungChartplatzierungen (Jahr, Titel, Musiklabel, Platzierungen, Wochen, Auszeichnungen, Anmerkungen) | Höchstplatzierung, Gesamtwochen, AuszeichnungChartplatzierungen (Jahr, Titel, Musiklabel, Platzierungen, Wochen, Auszeichnungen, Anmerkungen) | Höchstplatzierung, Gesamtwochen, AuszeichnungChartplatzierungen (Jahr, Titel, Musiklabel, Platzierungen, Wochen, Auszeichnungen, Anmerkungen) | Anmerkungen                              |
| Jahr | Titel Musiklabel                                                                 | DE | AT | CH | UK | US | Anmerkungen                              |
| ---- | -------------------------------------------------------------------------------- | --- | --- | --- | --- | --- | ---------------------------------------- |
| 2000 | I-Box 1970–1990 Techno Drome (TDI)                                               | — | — | — | — | — | Erstveröffentlichung: 10. November 2000  |
| 2002 | The Melrose Years Techno Drome (TDI)                                             | — | — | — | — | — | Erstveröffentlichung: November 2002      |
| 2009 | The London Eye Concert Eastgate Music (EMM)                                      | — | — | — | — | — | Erstveröffentlichung: 16. Juni 2009      |
| 2010 | Zeitgeist Concert – Live at The Royal Albert Hall Eastgate Music (EMM)           | — | — | — | — | — | Erstveröffentlichung: 7. Juli 2010       |
| 2011 | The Gate of Saturn – Live at the Lowry Manchester Eastgate Music (EMM)           | — | — | — | — | — | Erstveröffentlichung: 25. August 2011    |
| 2012 | Live at Admiralspalast Eastgate Music (EMM)                                      | — | — | — | — | — | Erstveröffentlichung: 6. November 2012   |
| 2012 | Live at Béla Bartók National Concert Hall Budapest Eastgate Music (EMM)          | — | — | — | — | — | Erstveröffentlichung: 10. November 2012  |
| 2014 | Phaedra Farewell Tour – The Concerts Eastgate Music (EMM)                        | — | — | — | — | — | Erstveröffentlichung: 16. September 2014 |
| 2015 | Supernormal – The Australian Concerts Eastgate Music (EMM)                       | — | — | — | — | — | Erstveröffentlichung: 31. Januar 2015    |
| 2019 | In Search of Hades – The Virgin Recordings 1973–1979 Virgin Records (UMG)        | DE40 (2 Wo.)DE | — | — | — | — | Erstveröffentlichung: 14. Juni 2019      |
| 2020 | Pilots of Purple Twilight – The Virgin Recordings 1980–1983 Virgin Records (UMG) | DE62 (1 Wo.)DE | — | — | — | — | Erstveröffentlichung: 30. Oktober 2020   |
| 2022 | La divina commedia Earbook Kscope (Snapper)                                      | — | — | — | — | — | Erstveröffentlichung: 27. Mai 2022       |

## Promoveröffentlichungen
| Jahr | Titel Album                                  | Anmerkungen                                                                 |
| ---- | -------------------------------------------- | --------------------------------------------------------------------------- |
| 1979 | Force Majeur Force Majeure                   | Erstveröffentlichung: 1979                                                  |
| 1985 | Tiergarten Le Parc                           | Erstveröffentlichung: 1985                                                  |
| 2015 | Zero Gravity Electronica 1: The Time Machine | Erstveröffentlichung: 10. Juli 2015 Jean-Michel Jarre feat. Tangerine Dream |
| 2018 | Run to Vegas / Leviathan –                   | Erstveröffentlichung: 21. April 2018 RSD-Veröffentlichung                   |

| Jahr | Titel Album                        | Anmerkungen                                           |
| ---- | ---------------------------------- | ----------------------------------------------------- |
| 1984 | Flashpoint / Going West Flashpoint | Erstveröffentlichung: 1984 The Gems / Tangerine Dream |

## Sonderveröffentlichungen

### Alben
| Jahr | Titel Musiklabel                                | Anmerkungen                                                                                  |
| ---- | ----------------------------------------------- | -------------------------------------------------------------------------------------------- |
| 2014 | Josephine the Mouse Singer Eastgate Music (EMM) | Erstveröffentlichung: 12. Juni 2014 Vertrieb nur während der Phaedra Farewell Tour           |
| 2017 | Light Flux Eastgate Music (EMM)                 | Erstveröffentlichung: 29. September 2017 Vorbesteller-Bonus zur Audiobiografie Force Majeure |

| Jahr | Titel Musiklabel                                | Anmerkungen                                              |
| ---- | ----------------------------------------------- | -------------------------------------------------------- |
| 2021 | Live at Reims Cathedral December 13th, 1974     | Erstveröffentlichung: 12. Juni 2021 RSD-Veröffentlichung |
| 2022 | Live at Reims Cinema Opera September 23rd, 1975 | Erstveröffentlichung: 18. Juni 2022 RSD-Veröffentlichung |

### Lieder
| Jahr | Titel Album                                   | Anmerkungen                                                                     |
| ---- | --------------------------------------------- | ------------------------------------------------------------------------------- |
| 2015 | Zero Gravity Electronica 1: The Time Machine  | Erstveröffentlichung: 16. Oktober 2015 Jean-Michel Jarre feat. Tangerine Dream  |
| 2020 | Zero Gravity (Live) Welcome to the Other Side | Erstveröffentlichung: 31. Dezember 2020 Jean-Michel Jarre feat. Tangerine Dream |

## Statistik

### Chartauswertung
|                     | DE    | AT    | CH    | UK     | US    |
| ------------------- | ----- | ----- | ----- | ------ | ----- |
| Nummer-eins-Alben   | DE—DE | AT—AT | CH—CH | UK—UK  | US—US |
| Top-10-Alben        | DE—DE | AT—AT | CH—CH | UK1UK  | US—US |
| Alben in den Charts | DE7DE | AT—AT | CH—CH | UK16UK | US7US |

|                       | DE    | AT    | CH    | UK    | US    |
| --------------------- | ----- | ----- | ----- | ----- | ----- |
| Nummer-eins-Singles   | DE—DE | AT—AT | CH—CH | UK—UK | US—US |
| Top-10-Singles        | DE—DE | AT—AT | CH—CH | UK—UK | US—US |
| Singles in den Charts | DE1DE | AT—AT | CH—CH | UK2UK | US—US |

### Auszeichnungen für Musikverkäufe
Anmerkung: Auszeichnungen in Ländern aus den Charttabellen bzw. Chartboxen sind in ebendiesen zu finden.
| Land/RegionAuszeichnungen für Musikverkäufe (Land/Region, Auszeichnungen, Verkäufe, Quellen) | Silber     | Gold  | Platin  | Verkäufe | Quellen   |
| -------------------------------------------------------------------------------------------- | ---------- | ----- | ------- | -------- | --------- |
| Vereinigte Staaten (RIAA)                                                                    | —          | —     | Platin1 | 100.000  | riaa.com  |
| Vereinigtes Königreich (BPI)                                                                 | 3× Silber3 | Gold1 | —       | 280.000  | bpi.co.uk |
| Insgesamt                                                                                    | 3× Silber3 | Gold1 | Platin1 |          |           |